# Dunton Wayletts
Dunton Wayletts – wieś w Anglii, w hrabstwie Essex. Leży 18 km na południe od miasta Chelmsford i 37 km na wschód od Londynu.